# لیگ اروپا ۱۱–۲۰۱۰

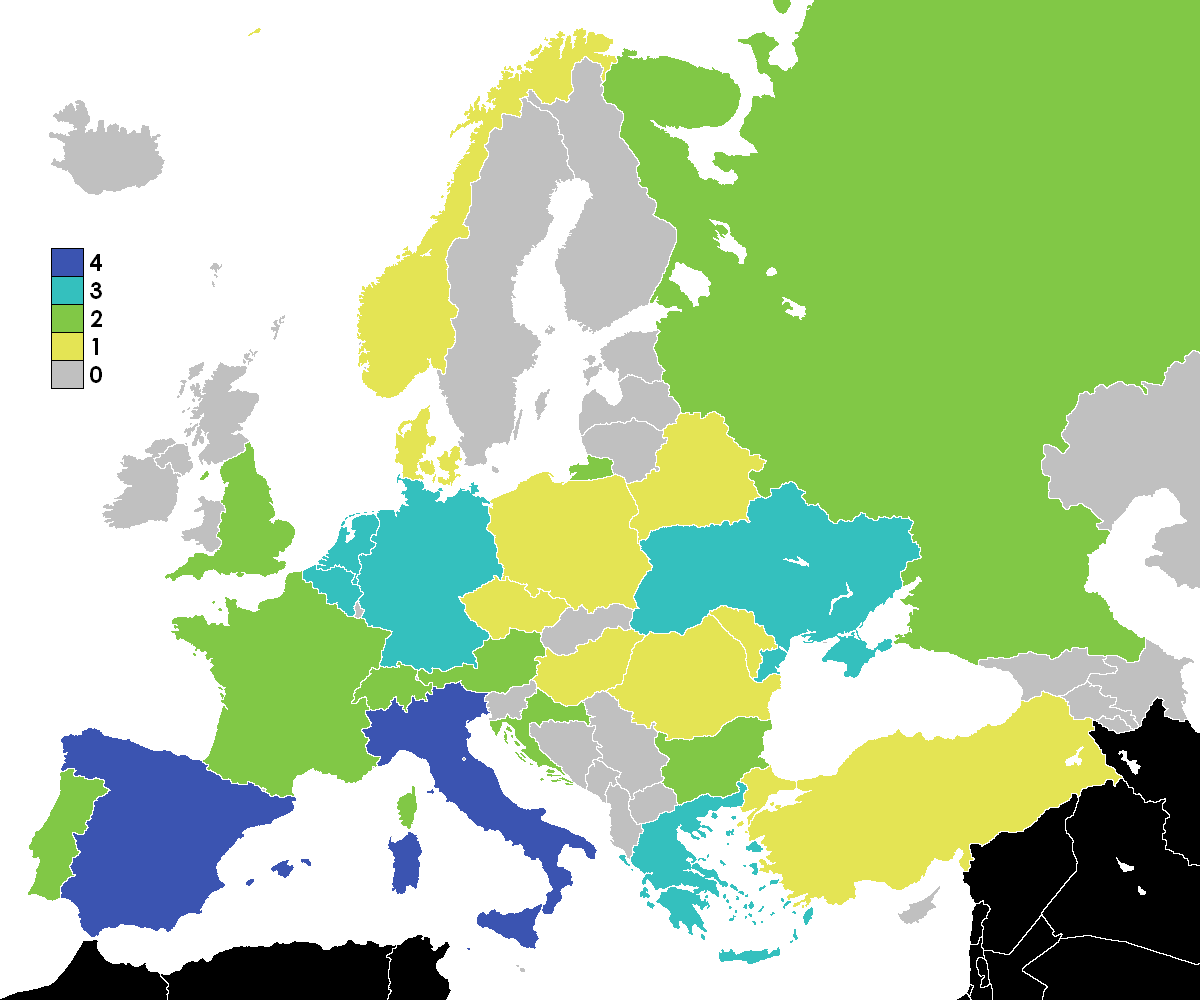
آمار تعداد تیم‌های شرکت‌کننده بر اساس کشور، قبل از شروع مسابقات گروهی

لیگ اروپا ۲۰۱۰–۲۰۱۱، دومین فصل از لیگ اروپا ، مسابقات فوتبال باشگاهی سطح دوم اروپا بود که توسط یوفا سازماندهی شد، و چهلمین دوره به‌طور کلی شامل دوره قبلی آن، جام یوفا بود. این مسابقه در اول ژوئیه ۲۰۱۰ آغاز شد و در ۱۸ مه ۲۰۱۱ با رقابت فینال بین دو تیم پرتغالی پورتو و براگا به پایان رسید. این اولین فینال تمام پرتغالی یک رقابت اروپایی و تنها سومین باری بود که دو تیم پرتغالی در اروپا به مصاف یکدیگر رفتند، پورتو با گل رادامل فالکائو، آقای گل مسابقات، براگا را ۱–۰ شکست داد، و دومین عنوان خود را در این رقابت‌ها پس از پیروزی در جام یوفا ۰۳–۲۰۰۲ به دست آورد.